# Tiempos mejores
Tiempos mejores es un disco sencillo Extended Play de la cantante Mexicana de pop latino Yuri.  Éste contiene la canción con la que participó en el Festival OTI Nacional en el año de 1984 y que le da nombre a este disco en foramto EP. El tema ganó el concurso nacional e inmediatamente se popularizó en el público del país y de habla hispana.

## Antecedentes
En 1984 Yuri participó por tercera ocasión, en el festival de la Organización de Televisión Iberoamericana (OTI), ganando el concurso nacional y quedando en tercer lugar en el concurso internacional. Aunque fue el favorito del público para llevarse el primer lugar internacional. Yuri obtiene el premio a la "Mejor intérprete" del festival.

## Realización y promoción
En ese momento, Yuri se encontraba promocionando su disco Karma Kamaleon, pero debido al éxito del tema con el que participó en el Festival OTI, Discos Gamma decide sacarlo al mercado como un nuevo sencillo orientando toda la promoción hacia este tema.
"Tiempos mejores" actualmente forma parte de Mentiras: el musical, basado en las canciones populares de los años 80'.

## Lista de canciones
| Pista | Título                         | Autor(es)      | Duración |
| ----- | ------------------------------ | -------------- | -------- |
| 01    | Tiempos mejores                | Sergio Andrade | 3:20     |
| 02    | Tiempos mejores (Instrumental) | Sergio Andrade | 3:20     |